# Ōkubo Toshimichi

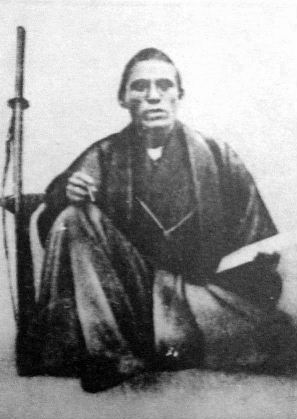
Ōkubo Toshimichi in der Tracht eines Samurai

Ōkubo Toshimichi (jap. 大久保 利通, Ōkubo Toshimichi; * 26. September 1830; † 14. Mai 1878 in Kagoshima, Provinz Satsuma (heute: Präfektur Kagoshima))  war einer der führenden Politiker der Zeit der Meiji-Restauration, die in Japan die Revolution gegen das Shogunat 1868 anführten.

## Leben
Ōkubo Toshimichi wurde in der Provinz Satsuma (heutige Präfektur Kagoshima) als ältestes von fünf Kindern geboren. Er besuchte dieselbe Schule wie der drei Jahre ältere Saigō Takamori und freundete sich mit ihm an. Im Alter von 15 Jahren wurde er zu einem Verwalter für die Provinz Satsuma ernannt. Er wurde jedoch in eine Intrige verwickelt, die dazu führte, dass sein Vater ins Exil gehen musste und er aus diesem Amt wieder entlassen wurde. Durch den Daimyō Shimazu Nariakira wurde er begnadigt und konnte wieder seinen alten Posten einnehmen. Während dieser Zeit hielt Ōkubo Toshimichi engen Kontakt mit Saigō Takamori.
Am 13. Oktober 1867 kamen die Daimyō der Lehen Satsuma, Chōshū und Tosa zu dem Entschluss, das Shogunat zu beseitigen. Die Truppen dieser drei Provinzen konnten die Shogunats-Anhänger am 3. Januar 1868 in der Schlacht von Toba-Fushimi schlagen, die den Auftakt zum Boshin-Krieg darstellte. Damit war das Zeitalter des modernen Japan angebrochen.

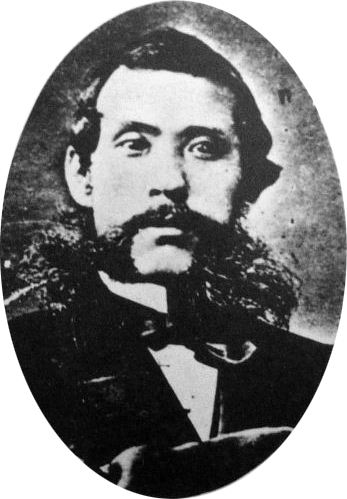
Ōkubo Toshimichi als japanischer Innenminister

1871 war Ōkubo Toshimichi einer der Teilnehmer der Iwakura-Mission, die die Aufgabe hatte, die Staatsformen in Europa und den Vereinigten Staaten zu studieren. Nach seiner Rückkehr geriet er mit Saigō Takamori in Streit darüber, ob Japan Korea sofort annektieren sollte, bevor der Westen das Potential dieses Landes erkennen würde, oder nicht (Seikanron). Ōkubo Toshimichi war gegen diesen Feldzug. Als die Entscheidung zu seinen Gunsten ausfiel, trat Saigō Takamori aus der Regierung aus und kehrte nach Kagoshima zurück. 1874 befürwortete Ōkubo aber eine militärische Expedition nach Taiwan. Er wurde als Innenminister eine Schlüsselfigur in der japanischen Regierung. Im Verfassungsstreit suchte er den Kompromiss zwischen den Anhängern einer liberalen britisch orientierten und den Anhängern der autoritären preußischen Verfassung.
1877 leitete er die Unterdrückung der Satsuma-Rebellion und wurde damit der Hauptfeind von Saigō Takamori. Durch dessen Niederlage und Selbstmord hatte er sich die persönliche Todfeindschaft der Anhänger Saigō Takamoris zugezogen. Kaum ein Jahr nach dem Tod seines Kontrahenten wurde er 1878 auf dem Weg nach Tokio von Shimada Ichirō ermordet.
Sein Sohn Ōkubo Toshikata leitete die Yokohama Specie Bank von 1936 bis 1943.